# Aliance Sacuma-Čóšú

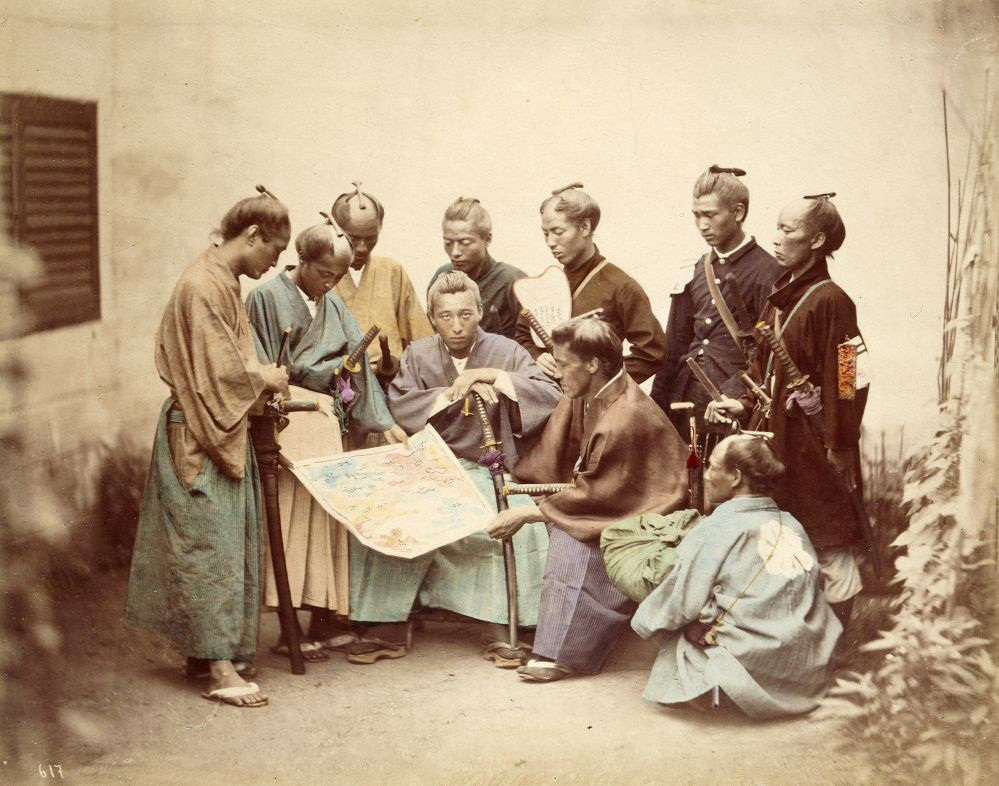
Samurajové klanu Sacuma, členové Aliance Sacuma–Čóšú, kteří za války Bošin bojovali na císařské straně. Fotografie Felice Beato

Aliance Sacuma-Čóšú (japonsky 薩摩長州同盟, Sacuma Čóšú dómei), též Aliance Sacčó (薩長同盟,Sacčó dómei) někdy i Aliance Sačó, byl silný vojenský spolek neboli aliance mezi knížectvími Sacuma a Čóšú vytvořený v roce 1866, aby se spojily snahy obou knížectví o svržení šógunátu Tokugawa a obnovení císařské vlády v Japonsku.

## Historie
V 60. letech 19. století mělo knížectví Sacuma sklon zaujímat k zachování statu quo umírněný postoj, zatímco knížectví Čóšú se stalo centrem povstání, jehož cílem bylo svržení tokugawské vlády. Díky zprostředkování samuraje a politika Rjómy Sakamota z knížectví Tosa (dnešní Prefektura Kóči) se Sacumští vojevůdci Takamori Saigó a Tošimiči Ókubo sblížili s Takajošim Kidem (též Kogoró Kacura) z knížectví Čóšú. Přestože obě knížectví byla tradičně znepřátelena, shodli se jejich vůdci, že nastal správný čas věci změnit, a v zásadě se dohodli na vzájemné spolupráci v případě, že by některé z těchto knížectví bylo napadeno třetí stranou. Knížectví Čóšú rovněž zoufale potřebovalo moderní zbraně, ale mělo velmi omezené kontakty se Západem. Knížectví Sacuma na druhé straně provozovalo prostřednictvím skotského obchodníka Thomase Blakea Glovera významný obchod se zbraněmi se Spojeným královstvím Velké Británie a Irska. Na návrh Rjómy Sakamota pomohl Takamori Saigó zprostředkovat dohodu o dodávkách zbraní, které knížectví Čóšú potřebovalo pro boj s šógunátem Tokugawa.
I přes tuto pomoc panovala mezi oběma knížectvími stále značná nedůvěra. Od šógunátní vlády dorazil 1. března 1866 požadavek, aby byl daimjó knížectví Čóšú Takačika Móri odvolán a uvězněn a aby byly příjmy z panství sníženy o 100 000 koku. To vedení knížectví velmi rozlítilo, takže uzavřelo s knížectvím Sacuma formální šestibodovou dohodu, jejíž působnost byla dost omezená. Vedení knížectví Sacuma souhlasilo, že pomůže získat vedení knížectví Čóšú milost od císaře Kómeiho. Pokud by se to nepodařilo a vojsko šógunátu by zaútočilo, vyslalo by knížectví Sacuma 2000 svých vojáků do Kjóta, kde sídlil císařský dvůr. Knížectví Sacuma by však napadlo šógunát pouze v případě, že by se vojáci knížectví Kuwana, knížectví Aizu nebo osobní stráž Jošinobua Tokugawy pokusili bránit přístupu vyslanců ze Sacumy k císaři.
Aliance byla zásadní tím, že umožnila knížectví Čóšú odolat druhé trestné výpravě, kterou proti němu uspořádal Tokugawský šógunát a která skončila katastrofální porážkou Tokugawských vojsk v létě 1866. Během následné války Bošin (1867–1868) Tvořili císařské armády, které nakonec svrhly šógunát, především samurajové z aliance Sacuma-Čóšú. Od počátku reforem Meidži stáli významní muži z těchto dvou knížectví v čele nových císařských vlád až do 20. století.